# Mukawa (rzeka)
Mu (jap. 鵡川 Mu-kawa) – rzeka w Japonii, na wyspie Hokkaido. Jej długość wynosi 135 km, a powierzchnia dorzecza to 1270 km².
Rzeka Mu wpada do Oceanu Spokojnego w mieście Mukawa.